# Rhodische Kanne (Heidelberg 1)

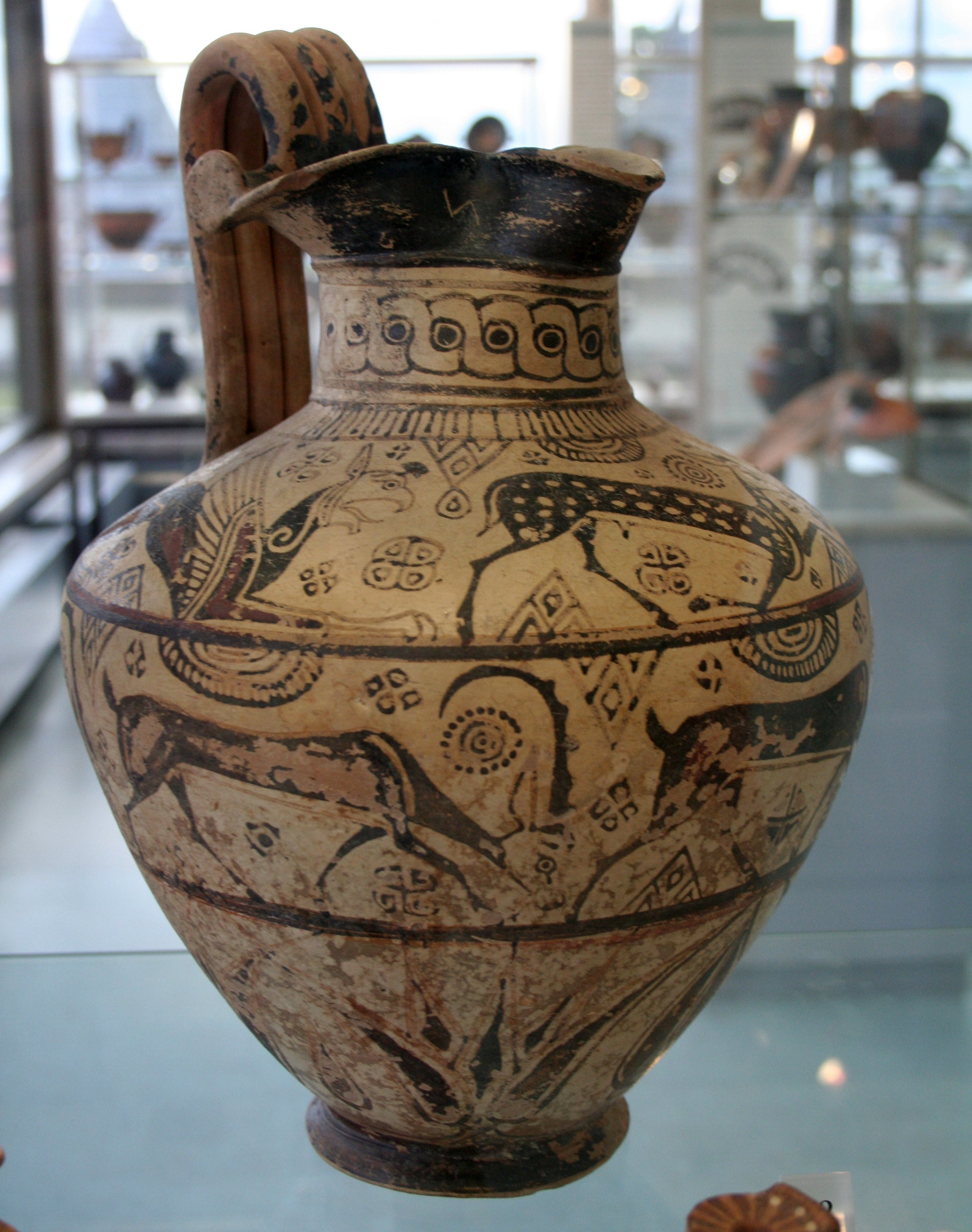
Die Kanne in Heidelberg

Eine Rhodische Kanne aus der Antikensammlung der Universität Heidelberg gehört zu den herausragenden Stücken dieser Universitätssammlung.
Sie wurde 1906 für die Sammlung der Universität Heidelberg erworben, die zu dieser Zeit von Friedrich von Duhn geleitet wurde. Heute trägt sie die Inventarnummer 1 der Sammlung.

## Beschreibung
Die sehr bauchige Kanne der Form Oinochoe mit Kleeblattöffnung ist nahezu vollständig und ungebrochen erhalten, einzig die linke Rotelle am Henkelansatz zwischen Vasenkörper und Henkel fehlt. Der Ton ist nicht sehr sorgfältig geschlämmt und weist Kalksteineinsprengsel auf. Darüber ist ein sehr fein geschlämmter, heller Überzug. Der breite Henkel ist durch zwei Rillen dreigliedrig gestaltet. Der Henkel, der Fuß und die Lippe sind schwarz überzogen. Zwei dünne schwarze Bänder auf dem Hals und zwei weitere dünne schwarze Bänder, die zudem von einem purpurroten Streifen verstärkt werden, auf dem Gefäßkörper unterteilen diesen in mehrere Zeilen. Zwischen den Bändern am Hals hat der Vasenmaler ein Flechtband gezeichnet, darunter ein weiteres Band mit Zungen und Strichen. Über dem Fuß, also im unteren Drittel des Gefäßkörpers, zeigte er abwechselnd große Lotosblüten und Knospen. Wohl weil sich der Maler etwas mit dem Platz verschätzt hatte, ist eine der Knospen zu klein geraten. Zwischen den Ornamentbändern befinden sich zwei Friesbänder mit Tierfriesen.
Die Trennung der beiden Friese erfolgt genau am Übergang zur Schulter, an der Stelle des breitesten Durchmessers der Vase. Der obere Fries zeigt einen Adlergreifen, ein Reh und eine Sphinx, der untere Fries fünf grasende Wildziegen mit hohen, gebogenen Hörnern. Details sind nicht durch Ritzungen hervorgehoben, wie sie in der schwarzfigurigen Vasenmalerei üblich wären. Die Körper der Tiere und Mischwesen sind in Umrisszeichnung wiedergegeben. Die Flächen zwischen den Tieren sind wie zu dieser Zeit üblich mit Ornamenten gefüllt, darunter Punktrosetten, stilisierte Blüten, Punktkreise, Halbkreisbögen über den Tierrücken und sowohl stehende als auch hängende Dreiecke. Die Tiere sind zum Teil mit einer allerdings sparsam eingesetzten purpurnen Deckfarbe besonders hervorgehoben.

## Einordnung
Tierfriese sind seit dem 8. Jahrhundert v. Chr. in der griechischen Vasenmalerei bekannt. Zunächst wurde vor allem eine idyllische Welt wie im unteren Fries gezeigt. Ostgriechische Werkstätten indes brachten den Gegensatz von Mischwesen und Fabelwesen sowie Raubtieren hinzu, die für eine inhaltliche Spannung sorgten. Auch die Verzierungen sind klar ostgriechisch, insbesondere rhodisch. Die äußere Form, aber auch die Tierfriese folgen metallenen Vorbildern.
Der Fundort der 34 Zentimeter hohen Kanne ist nicht bekannt, die Angabe Naukratis in älterer Literatur lässt sich nicht bestätigen, wenngleich auch in Naukratis rhodische bemalte Keramik gefunden wurde. Der Großteil dieser gegen Ende des 7. /  Anfang des 6. Jahrhunderts v. Chr. hergestellten Kannen wurde in Gräbern auf Rhodos gefunden, doch wurde auch eine größere Zahl solcher Kannen in den gesamten Mittelmeerraum exportiert. Das deutlich sichtbare, einem Ζ ähnliche Zeichen könnte eine Handelsmarke sein.
Die stilistische Einordnung der Vase ist aufgrund der im letzten Jahrhundert aufgrund von Neufunden immer wieder grundlegend revidierten Systeme, die zum Teil miteinander konkurrierten, nicht ganz leicht. Bei der Veröffentlichung im Corpus Vasorum Antiquorum Deutschland ordnete Konrad Schauenburg das Stück 1954 dem Kamirosstil zu. Diese Klassifizierung nach dem stilistischen Modell ist mittlerweile unüblich geworden. Heute wird die Vase meist dem mittleren Tierfriesstil zugerechnet, eine Klassifizierung nach dem sogenannten „panrhodischen Konzept“ Robert Manuel Cooks, die aber eigentlich spätestens seit der Jahrtausendwende auch nicht mehr zeitgemäß ist. Im weitesten Sinne gehört die Kanne in jedem Fall zum Orientalisierenden Stil der griechischen Vasenmalerei.
Das Ashmolean Museum in Oxford besitzt eine fast identische Kanne.